# 녹색의 장원 (영화)
녹색의 장원(Green Mansions)은 미국에서 제작된 멜 페러 감독의 1959년 멜로/로맨스, 드라마 영화이다. 오드리 헵번 등이 주연으로 출연하였고 에드먼드 그레인저 등이 제작에 참여하였다.

## 출연

### 주연
- 오드리 헵번
- 안소니 퍼킨스

### 조연
- 리J.콥
- 하야카와 세슈
- 헨리 실바
- 네헤미아 퍼소프
- 마이클 페이트
- 에스텔레 헴슬리

## 제작진
- 원작자: William Henry Hudson
- 의상: 도로시 지킨스